# Pseudis paradoxa

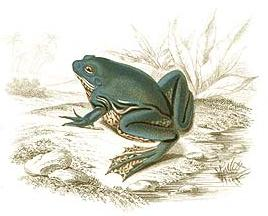
Pseudis paradoxa

La rana paradossale (Pseudis paradoxa Linnaeus, 1758) è un anfibio anuro della famiglia Hylidae.

## Caratteristiche
L'insolito nome le deriva dal fatto che passa nello stadio di girino un tempo insolitamente lungo, tanto da raggiungere, con la coda, i 25 cm di lunghezza. Maturando rimpicciolisce, arrivando ai 5-7 cm dell'adulto.
Conducendo uno stile di vita prevalentemente acquatico, possiede occhi e narici rivolti verso l'alto per stare sotto il pelo dell'acqua, le dita posteriori palmate e la pelle viscida.

## Comportamento
Come già detto, vive soprattutto in acqua, specialmente in laghi, stagni e paludi e si nutre di invertebrati acquatici. Per cacciarli, smuove con le zampe il fango, disturbandoli. La femmina depone le uova in un nido schiumoso galleggiante.

## Distribuzione
La rana paradossale è diffusa in gran parte del Sudamerica (Argentina, Bolivia, Brasile, Colombia, Paraguay, Perù  e Venezuela) e nell'isola di Trinidad.